# Cold Spring, Kentucky
Cold Spring är en ort i Campbell County, Kentucky, USA. År 2000 hade orten 3 806 invånare. Den har enligt United States Census Bureau en area på 12,3 km², allt är land.